# دیه‌گو ریورا
دیه‌گو ماریا دِلا کونسپسیون خوان نِپوموسِنو استانیسلائو دِلا ریورا ی باری‌یِنتوس آکوستا ی رودریگوئز (به اسپانیایی: Diego María de la Concepción Juan Nepomuceno Estanislao de la Rivera y Barrientos Acosta y Rodríguez) (زادهٔ ۸ دسامبر ۱۸۸۶ در گوناخواتو – درگذشتهٔ ۲۴ نوامبر ۱۹۵۷ در مکزیکوسیتی) مشهور به دیه‌گو ریورا (به اسپانیایی: Diego Rivera)، نقاش و دیوارنگار نامی مکزیکی و یکی از هنرمندان بزرگ قرن بیستم است.

## زندگی هنری

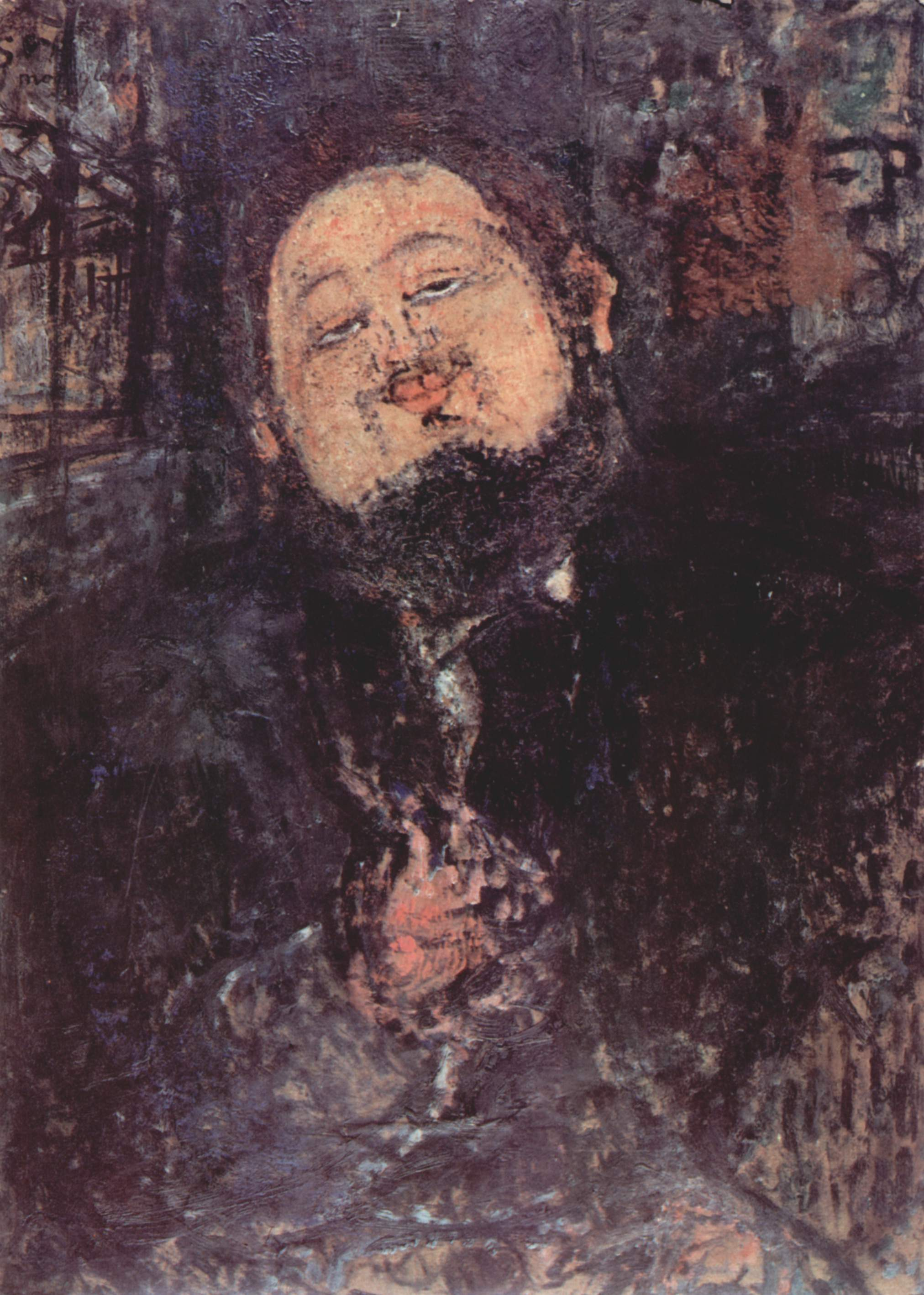
پرترهٔ دیه‌گو ریورا، ۱۹۱۴ اثر آمادئو مودیلیانی

ریورا در ۸ دسامبر ۱۸۸۶ در گواناخواتو — شهری در شمال پایتخت مکزیک — در یک خانوادهٔ ثروتمند زاده شد. او از طرف پدری تبار اشراف اسپانیایی داشت. او برادری دوقلو به اسم کارلوس داشت که در دوسالگی درگذشت. مادرش یک برگردانده بود؛ یعنی اجداد او یهودیانی بودند که مجبور به تغییر دین به کاتولیسیزم شده بودند. در سال ۱۹۳۵ هنگامی که ریورا از خود می‌نوشت، گفت: «یهودیت یک عنصر غالب در زندگی من است.»
ریورا از ده‌سالگی شروع به نقاشی کرده و در آکادمی سن کارلوس مکزیکوسیتی آموزش هنر دید و پس از تشویق تئودورو آ. ده‌سا مندز فرماندار ایالت وراکروز با مهاجرت به اروپا، در مادرید و پاریس مطالعات هنری خود را گسترش داد. سپس به شهرهای اروپایی سفر کرد. در ۱۹۱۱ در پاریس سکنی گزید و با پیکاسو و کوبیست‌ها حشر و نشر پیدا کرد. در ۱۹۲۱ به مکزیک بازگشت؛ در کمون هنرمندان عضویت یافت و به فعالیت‌های انقلابی پرداخت.
وی از ۱۹۲۳ به دیوارنگاری بر ساختمان‌های دولتی با نقش‌مایههای سیاسی و تاریخی روی آورد؛ در دههٔ ۱۹۳۰ در آمریکا نیز دیوارنگاری کرد. در نگارگری ساختمان راکفلر سنتر در نیویورک که در ۱۹۳۳ انجام شد، از اسلوب فرسکو استفاده کرد.
ریورا در سال ۱۹۲۹ با فریدا کالو نقاش نامی مکزیک ازدواج کرد. آن‌ها به مدت ۲۰ سال رابطه‌ای دشوار و پرتنش با هم داشتند.
ریورا یکی از رهبران جنبش هنر مدرن در مکزیک و از شخصیت‌های مهم در عرصهٔ واقع‌گرایی اجتماعی سدهٔ بیستم به شمار می‌آید. او در ۱۹۵۷ در مکزیکوسیتی درگذشت.

## سبک
دوران اقامت دیه‌گو ریورا در اروپا، با زایش و گسترش مکتب‌های هنری مدرن قرین بود، که کمابیش همگی در فرم به قالب‌ها و رنگ‌های ناب، و در محتوی به موتیفهای درونی تکیه داشتند؛ اما این گرایش‌ها نتوانست بستگی عمیق و ریشه‌ای ریورا به رئالیسم را سست کند. او از مکتب‌ها و سبک‌های مدرن بهترین و مؤثرترین شیوه‌ها و تکنیک‌ها را برای خلق هنری هدفمند، با پیام و بسیج‌کننده برگرفت.
هنر ریورا از کوبیسم (مثلاً کارهای پابلو پیکاسو یا سالوادور دالی) و اکسپرسیونیسم (مثلاً برخی کارهای ادوارد مونک) بسیار آموخته‌است، اما همه را با نگاهی شخصی و همه‌چیز را با زندگی واقعی مکزیک آمیخته‌است. حاصل آن هنری‌ست یکپارچه در خدمت آگاهی طبقاتی و مبارزه اجتماعی.
ریورا برای هنرمند رسالت اجتماعی قائل است. او را چون سربازی در خدمت «طبقه» می‌داند. به عقیده او «اهداف والای هنری» برای هنرمند مردمی در درجهٔ دوم اهمیت‌اند. هدف اصلی هنرمندان خدمت به زحمتکشان و ستمدیدگان است. به نظر ریورا — همان طور که او این را در منشور هنری خود قید کرده‌است — تا وقتی توده‌های مردم در فقر و گرسنگی به سر می‌برند، هنرمند حق ندارد تنها به اهداف هنری بیندیشد.
برخی از منتقدان هنر ریورا، و کل جریان «نقاشی دیواری» مکزیک را مکتبی شعاری و تبلیغاتی می‌دانند و کسانی این جنبش را جریانی بومی یا صرفاً سیاسی ارزیابی می‌کنند. ریورا از این «اتهامات» هرگز بیمی به خود راه نداد. او این «انگ» را «طبقاتی» و زاییدهٔ «زیبایی‌شناسی بورژوایی» می‌دانست.

## رسالت نقاشی دیواری
ریورا یکی از سه پایه‌گذار اصلی جنبش نقاشی دیواری در مکزیک است که یکی از جریان‌های هنری مهم نیمهٔ اول سدهٔ بیستم به شمار می‌رود. هنرمندان چپگرای این جریان اعتقاد داشتند که هنر به موزهها و کاخ و خانه‌های اشراف تعلق ندارد؛ بلکه هنر واقعی از آن تودهٔ مردم است؛ پس باید ساده، قابل‌فهم و برانگیزنده باشد و به مردم در مبارزه با ناروایی‌ها و نابرابری‌ها یاری برساند.
هنگامی که در سال ۱۹۲۱ دولت برآمده از انقلاب مکزیک پروژه‌ای بزرگ برای نقاشی دیوارهای بناهای عمومی پایتخت اعلام کرد، ده‌ها هنرمند با نقاشی‌های عظیم خود دیوارهای شهر را با تابلوهای مؤثر و درخشان خود آراستند. از میان آن‌ها به‌ویژه سه نفر به عنوان نمایندگان اصلی این جریان به شهرت رسیدند: داوید آلفارو سی‌که‌ایروس، خوزه کلمنته اوروسکو و دیگو ریورا.
هنر دیواری مکزیک با مخاطبانی خاص، یعنی توده‌های ساده و عادی مردم سخن می‌گوید؛ پس تلاش می‌کند زبان، مفاهیم، ذهنیات، عادت‌های رفتاری و گفتاری، نشانه‌ها و نمادهای تصویری آن‌ها را به کار گیرد تا برای گروه هرچه وسیع‌تری قابل درک باشد. ریورا در آثار خود توده‌های رنجبر را تقدیس می‌کند. تمام مواهب زمین را برای آن‌ها می‌خواهد و آن‌ها را به فردایی بهتر نوید می‌دهد.
خودآگاهی تاریخی به هویت قومی از درونمایه‌های پایدار آفرینش این هنرمندان است. آن‌ها با دید تاریخی عمیق به بنیادهای فرهنگ ملی خود می‌نگرند. هنر آن‌ها چه‌بسا محلی و ابتدایی به نظر می‌رسد، در حالی که بر پیشرفته‌ترین دستاوردهای هنر مدرن تکیه دارد.
در هنر دیواری موتیفها، مضامین و رنگمایههای بی‌شماری از هنر بومیان سرخ‌پوست و نگارگری آئینی اقوام آزتک با باسمهها و شمایلها و ماسکهای نمادین به کار می‌رود. در عین حال این هنر بسیار «ساده» است، با فهم چند بنمایهٔ اصلی، زیبایی خیره‌کنندهٔ «نقاشی دیواری» قابل‌درک می‌شود. در سدهٔ بیستم شاید تنها هنرمندان دههٔ ۱۹۲۰ در اتحاد شوروی بودند که موفق شدند با مکتب «رئالیسم سوسیالیستی» با این قدرت به میان توده‌های وسیع مردم نفوذ کنند.
ریورا در دهه‌های ۱۹۳۰ و ۱۹۴۰ چندین «فرسکو» یا نقش دیواری بزرگ در ایالات متحده نقاشی کرد، که برخی از آن‌ها مجادله‌انگیز بودند، به‌ویژه آن‌جا که هنرمند کمونیست آشکارا به تبلیغ مرام خود دست زده بود. این آثار ناخرسندی سفارش‌دهندگان را برانگیختند. در برخی از کارهای دورهٔ آمریکا، ریورا در عین ستایش از دستاوردها و پیشرفت‌های تکنیکی «پایتخت جهانی سرمایه»، یادآوری می‌کرد که در ایالات متحده سازندگان واقعی این کشور، مردم زحمتکش، از این‌همه نعمت و ثروت هیچ سهمی ندارند. یکی از نقاشی‌های بزرگ ریورا در نیویورک، که در آن سیمای لنین، رهبر انقلاب کمونیستی اکتبر، را نقش کرده بود، تخریب شد.

## فعالیت‌های سیاسی
ریورا هنگام اقامت در اروپا با اندیشه‌های مارکسیستی آشنا شد و برای تمام زندگی به این ایده‌ها وفادار ماند. او به‌ویژه از دو انقلاب بزرگ نیمهٔ اول قرن بیستم، انقلاب اکتبر در اتحاد شوروی (۱۹۱۷) و انقلاب خلقی مکزیک (۱۹۱۴) تأثیر گرفته بود. ریورا مانند بیشتر هنرمندانی که به «نقاشی دیواری» پرداختند، تنها از جنبش توده‌های بزرگ الهام نمی‌گرفت، بلکه به حرکت انقلابی توده‌ها، تشکلات صنفی کارگران و مبارزات سیاسی آن‌ها خدمت می‌کرد.
ریورا — که تا مدتی از حمایت «حزب کمونیست مکزیک» برخوردار بود — به‌تدریج از جریان کمینترنی در مرکزیت این حزب فاصله گرفت. از اوایل دههٔ ۱۹۳۰ جناحی به طرفداری از لئون تروتسکی، رهبر مغضوب و تبعیدی انقلاب روسیه، در میان کمونیست‌های مکزیک شکل گرفت. ریورا از سخنگویان اصلی این جناح بود و در متشکل کردن تروتسکیست‌های آمریکای لاتین نقش مهمی ایفا کرد.
زمانی که تروتسکی از بیم جاسوسان و مأموران استالین در اروپا آواره بود، ریورا و همسرش فریدا کالو موفق شدند برای او از دولت وقت مکزیک پناهندگی بگیرند، به شرط آن که رهبر روس از فعالیت سیاسی در مکزیک پرهیز کند. هنگامی که تروتسکی در ژانویهٔ ۱۹۳۷ وارد مکزیک شد، نخست در خانهٔ ریورا و کالو اقامت گزید. به ویژه از این زمان بود که «حزب کمونیست مکزیک» ریورا را زیر حملات خصمانه گرفت.
هنگامی که تروتسکی در اوت ۱۹۴۰ به دست یکی از فرستادگان استالین به قتل رسید، ضربهٔ روحی بزرگی بر دیگو ریورا وارد آمد. او دست سی‌که‌ایروس، هنرمند بزرگ و رفیق پیشین خود، را در این قتل می‌دید.
ریورا در ۲۴ نوامبر ۱۹۵۷ درگذشت و تا دم مرگ با سی‌که‌ایروس دشمن باقی‌ماند. از این منازعات اکنون اثر چندانی باقی نمانده‌است. مکزیک امروزه به دو هنرمند بزرگ افتخار می‌کند که در زندگی سایهٔ یکدیگر را با تیر می‌زدند.

## نگارخانه

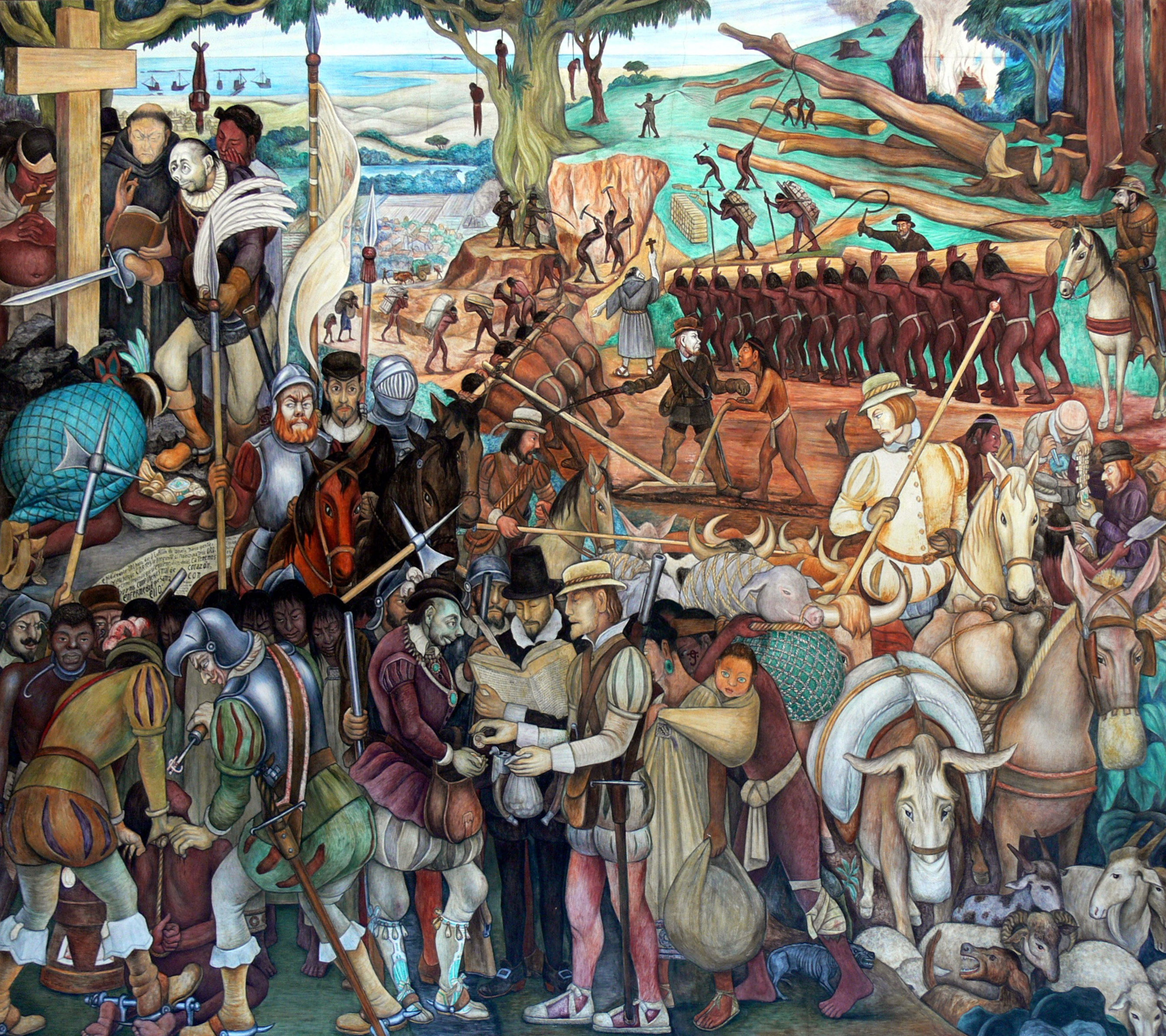
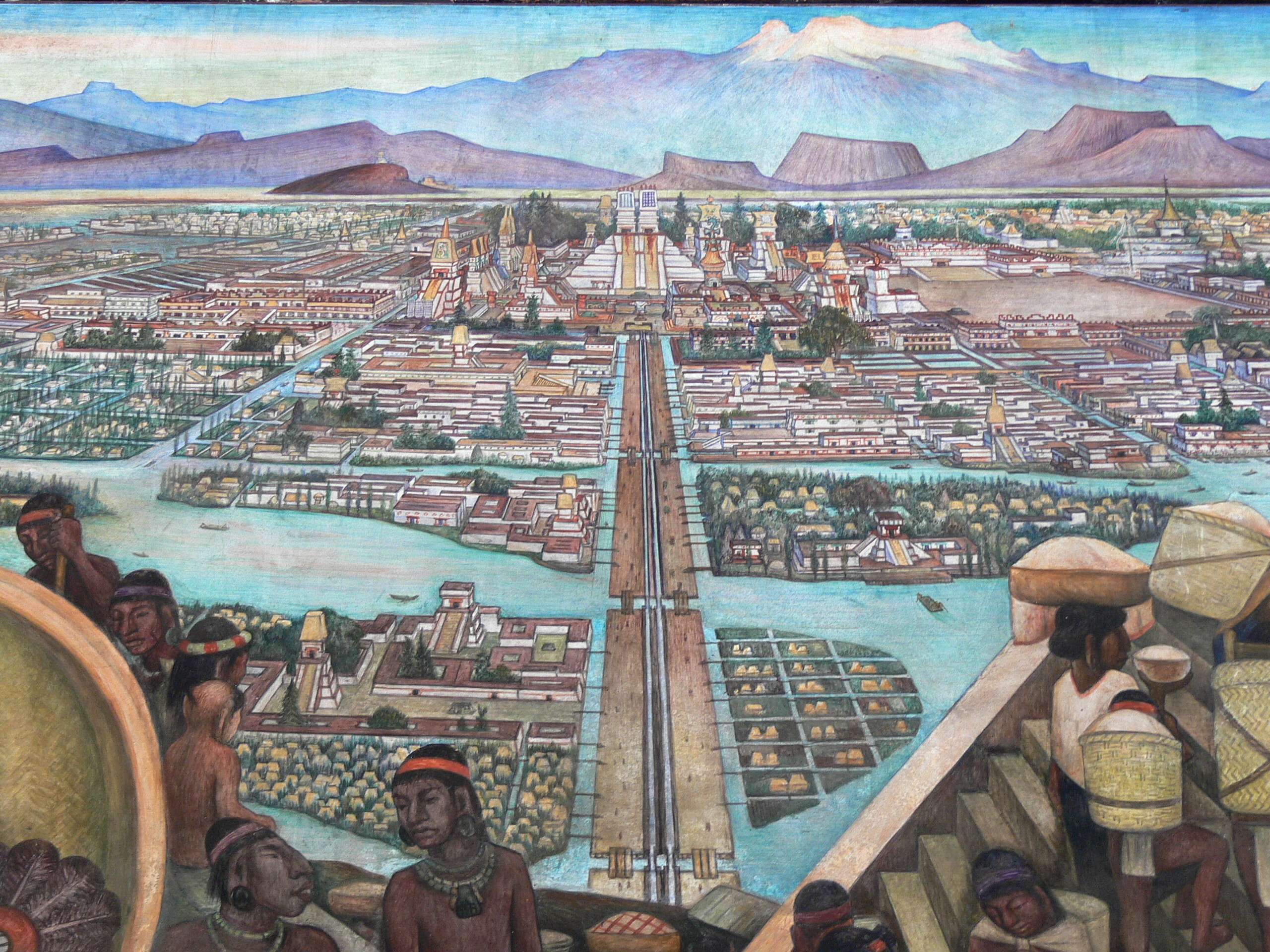
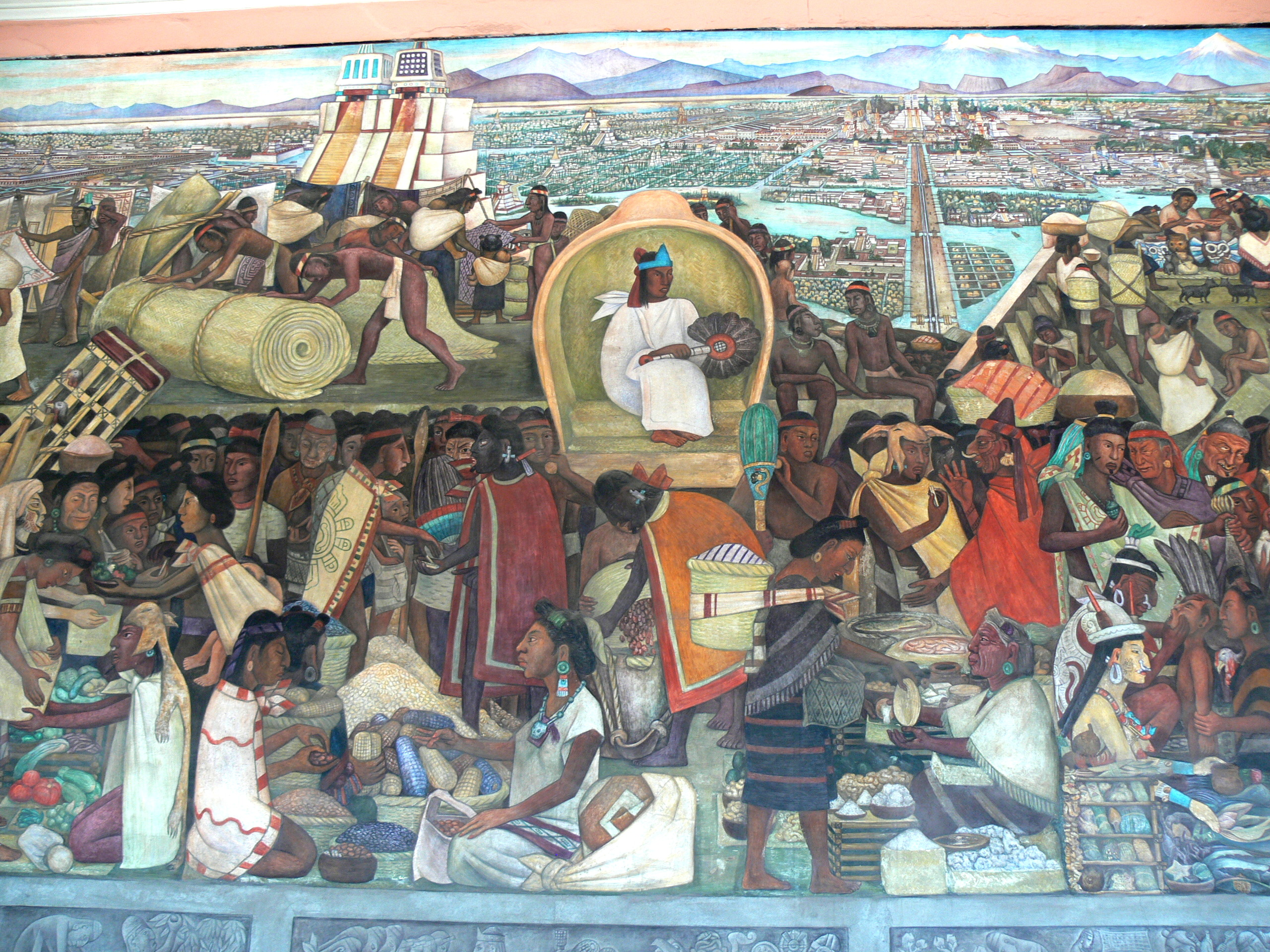
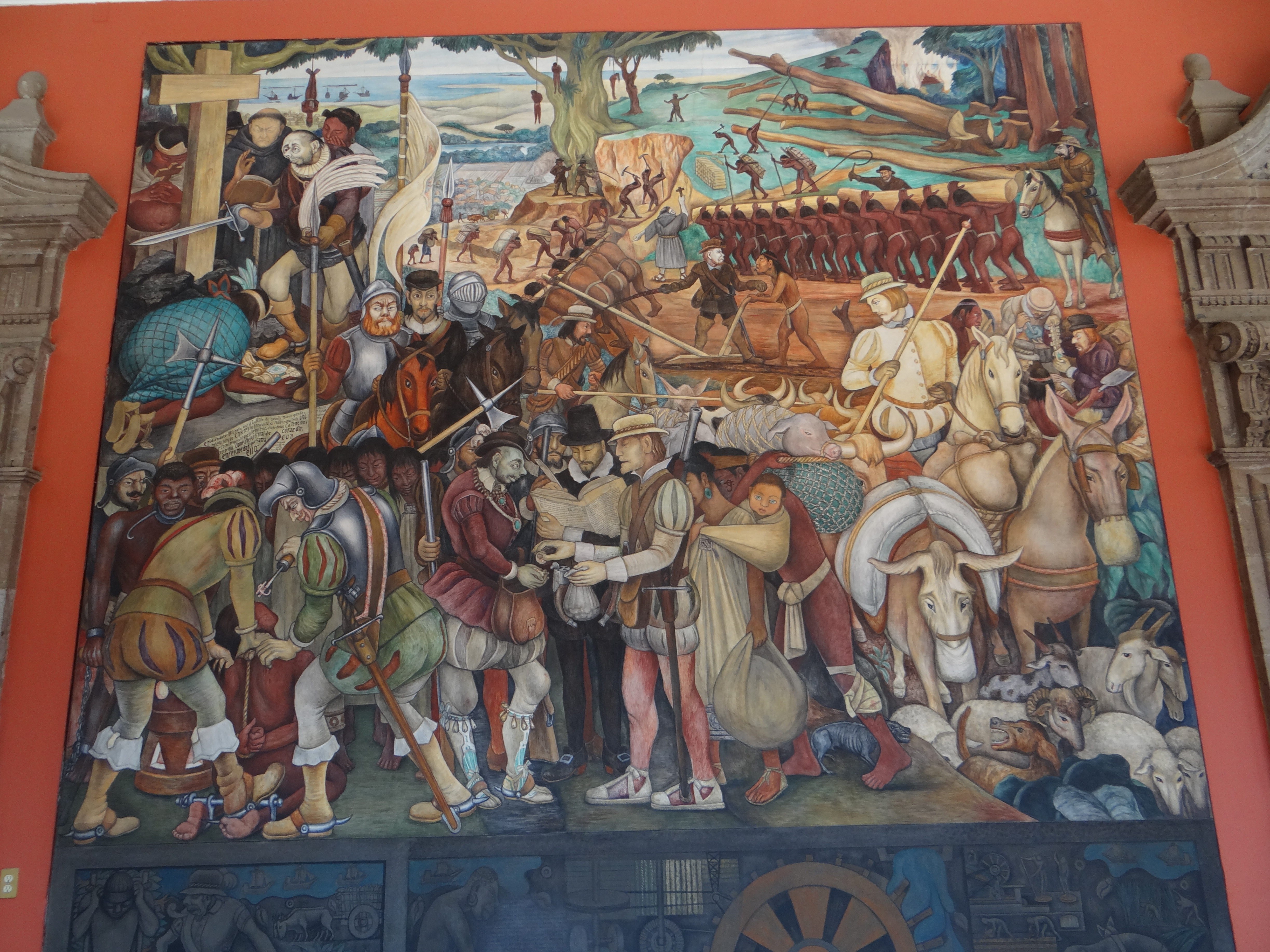
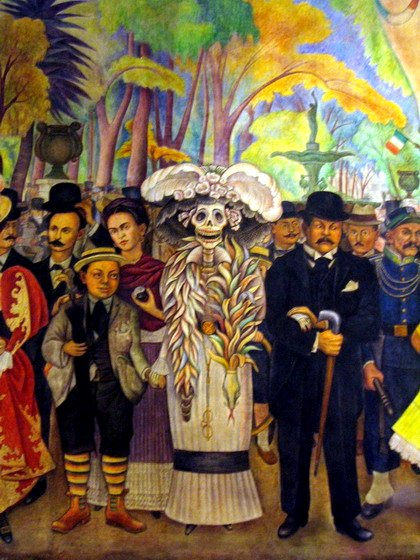
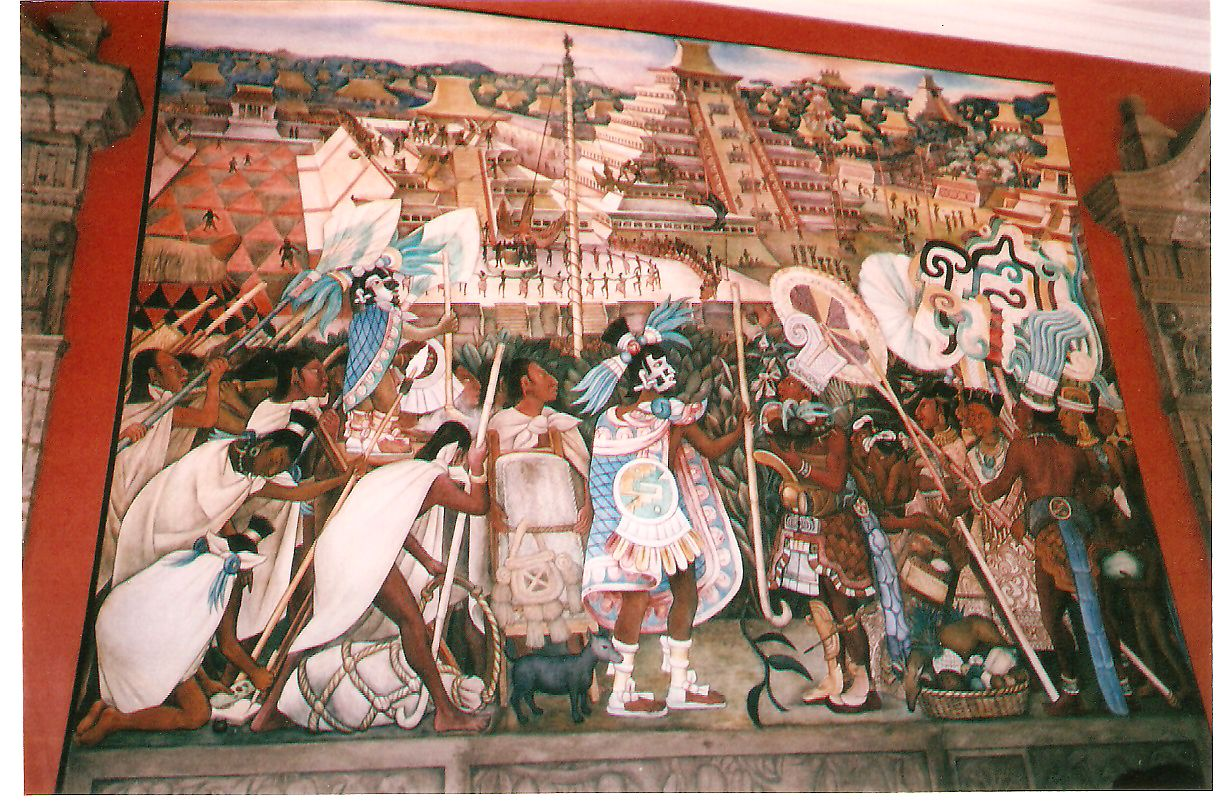
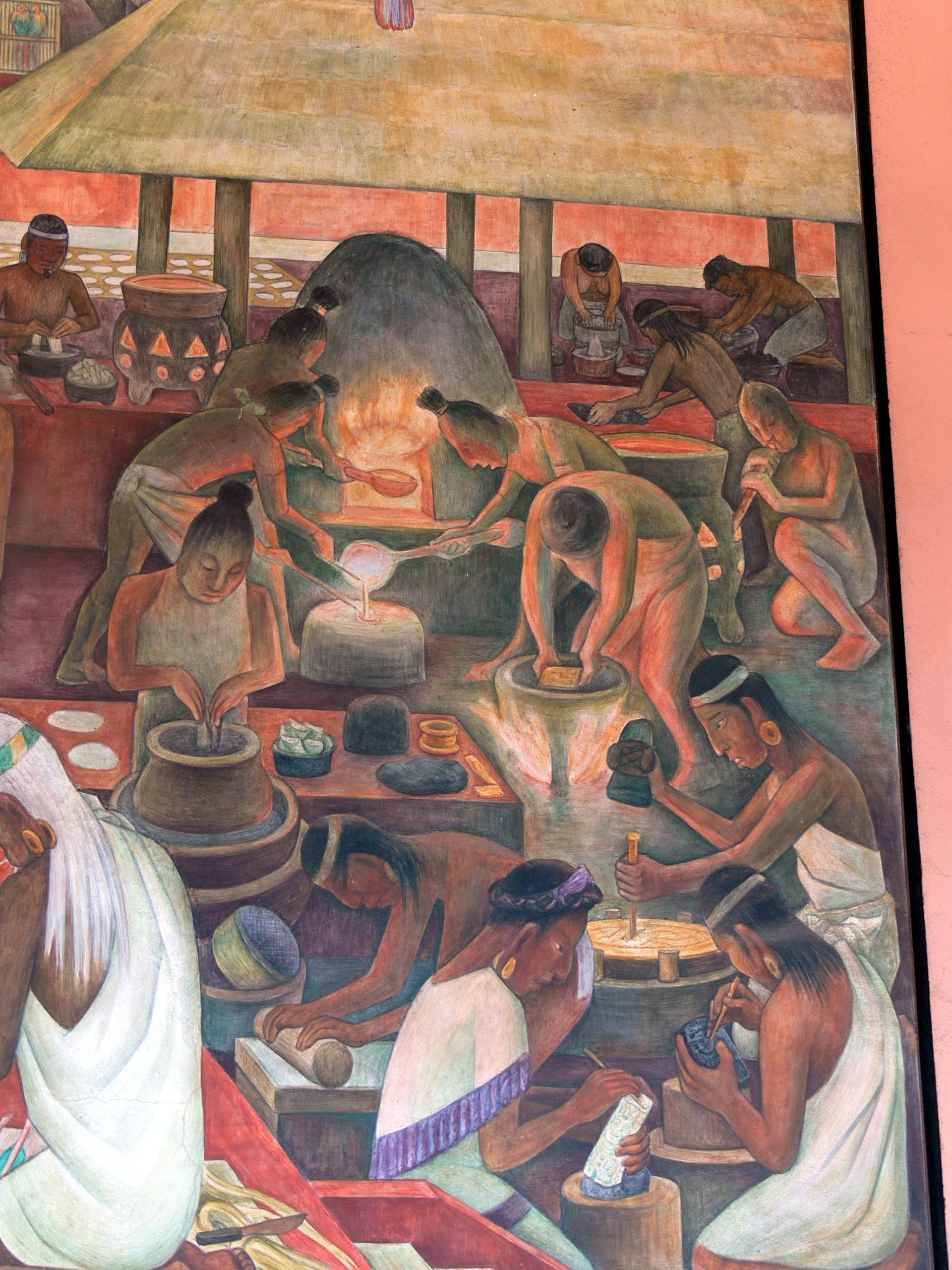
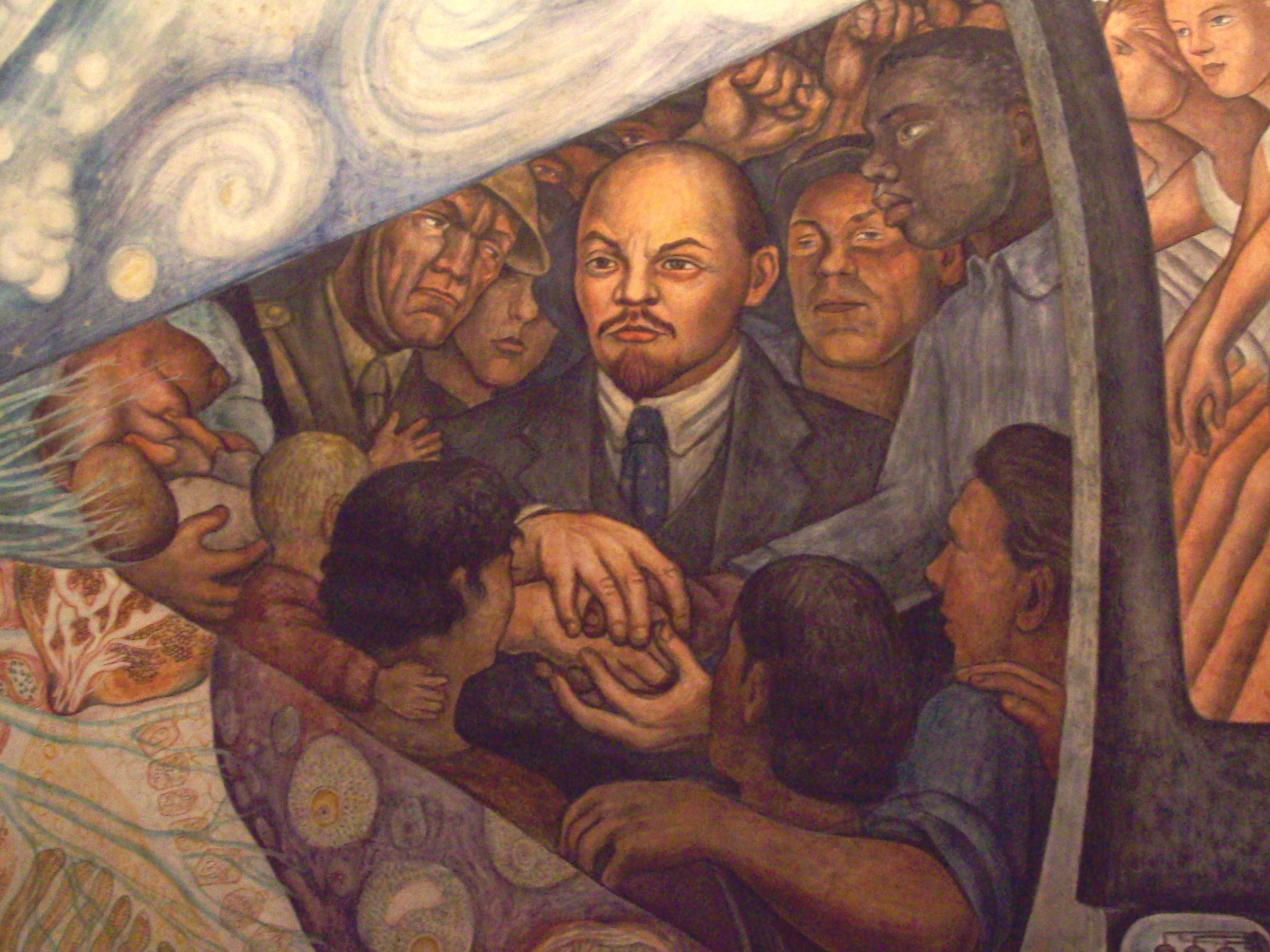
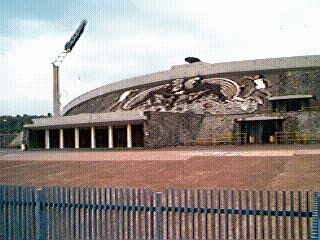
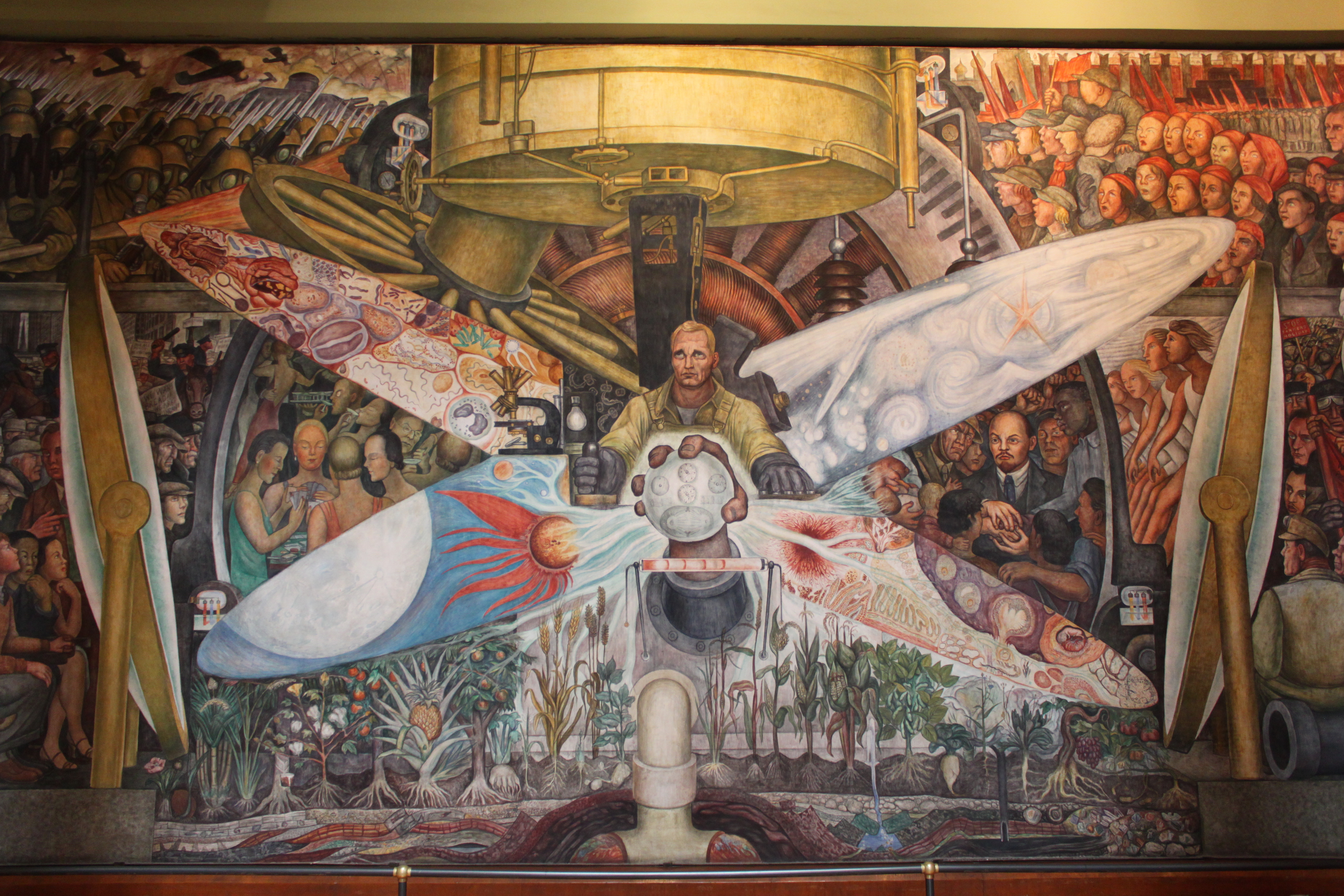
نسخهٔ ثانویهٔ فرسکوی انسان کنترل‌کننده جهان در کاخ هنرهای زیبای مکزیکوسیتی

### مجسمه ها و سنگ نگاری ها

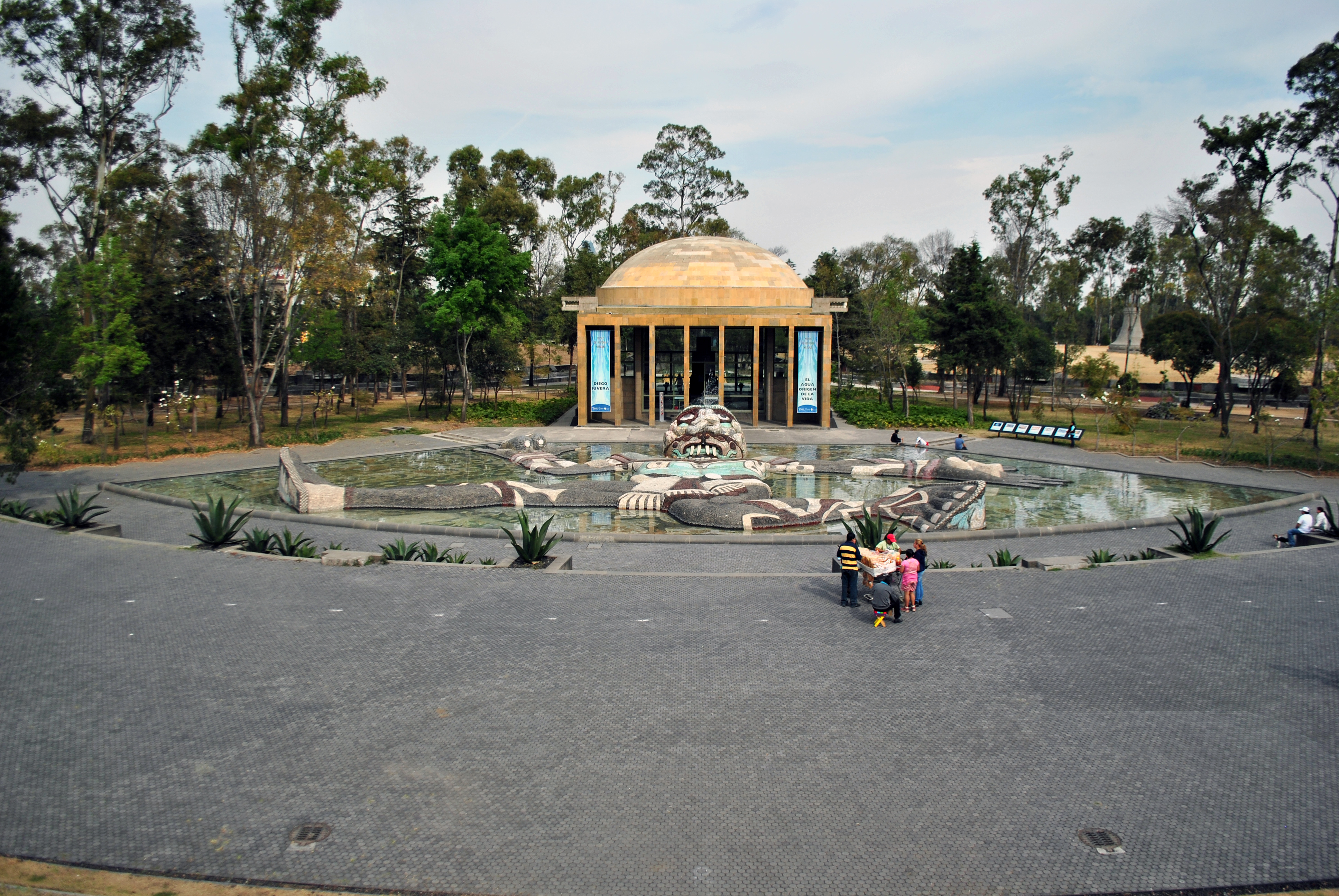
<--Tlaloc Fountain in Cárcamo de Dolores, Mexico City (1951)
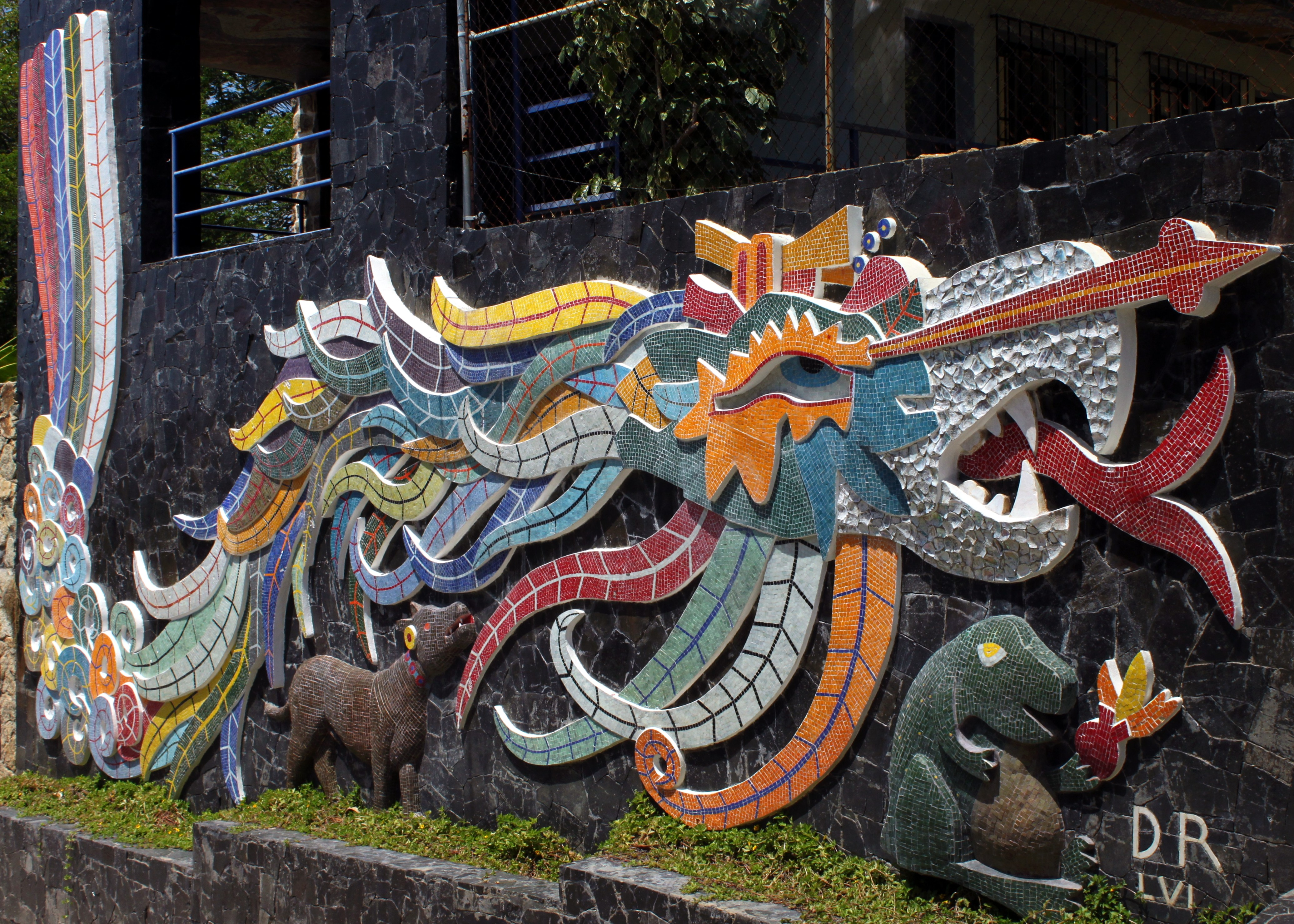
3D mural of Quetzalcóatl in the Exekatlkalli (Casa de los Vientos) in Acapulco, Guerrero (1957)